# Chirițești (Uda), Argeș
Chirițești este un sat în comuna Uda din județul Argeș, Muntenia, România.